# Мухин, Александр Васильевич (артист)
Алекса́ндр Васи́льевич Му́хин (укр. Олександр Васильович Мухін; 25 июля 1944, Киев — 5 августа 2025) — советский и украинский кинооператор, художник, скульптор, писатель.

## Биография
Родился 25 июля 1944 года в Киеве в семье крестьянина. Окончил Киевское художественно-промышленное училище (1954) и факультет журналистики Киевского государственного университета имени Тараса Шевченко (1980).
За время работы в кинематографии Украины Мухин принимал участие в создании более 70 кинофильмов как кинооператор—постановщик, кинорежиссёр и сценарист фильмов, среди которых мультфильмы: «Крылья» (1983), «Доктор Айболит» (1984—1985, 3 с, в соавт.), «Приключения на воде» (1990), «Млечный путь» (1992, худ. руководитель). Более 30 кинофильмов являются Лауреатами международных конкурсов и имеют престижные награды кинофестивалей.
Член Национального Союза кинематографистов Украины.
Является координатором Комитета Мировой Культуры (WMC) под председательством Переса де Куэльяра.
Автор Символа Мировой Культуры, который был в космосе на станции «МИР» и сейчас находится на пожизненном сохранении в музее «Эрмитаж» — Санкт-Петербург, Россия.
Скончался 5 августа 2025 года.

## Авторские работы
- Т. Г. Шевченко. Кобзарь. Портрет.
- К 200-летию Н. В. Гоголя.
- «Тарас Бульба» — режиссёрский сценарий, иллюстрации
- «Чернобыльская Квадрига» — каденция
- «Андреевский спуск» — роман
- «Зерна мысли вселенной — зерна вечности — зерна целого и места» — лекции, публикации 1982—2012 гг.

## Фильмография
Кинооператор-постановщик мультфильмов:
- «Музыкальные сказки» (1976)
- «Приключения кузнеца Вакулы», «Лисичка со скалочкой», «Как кошечка и собачка мыли пол», «Тяп-ляп» (1977)
- «Первая зима», «Вожак», «Если падают звёзды…», «Открытое письмо селезня» (1978)
- «Как несли стол», «Лень», «Поход», «Цветок папоротника», «Рокировка» (1979)
- «Алиса в Стране чудес», «Жили были матрёшки», «Солнечный каравай», «Про больших и маленьких» (1981)
- «Алиса в Зазеркалье», «Башмачки», «Три Ивана» (1982)
- «Дерево и кошка», «Жар-птица», «Жили-были мысли…», «Крылья», «Миколино богатство» (1983)
- «Встреча», «Взгляд», «Джордано Бруно», «Старик и петух» (1984)
- «Доктор Айболит» (1984, 1-3 серии)
- «Девочка и зайцы», «Иванко и вороний царь», «Из жизни пернатых», «Как Ёжик и Медвежонок небо меняли» (1985)
- «Дело поручается детективу Тедди. Космическая загадка», «Отцовская наука», «Бой», «Разноцветная история», «Трудолюбивая старушка», «Сражение» (1986)
- «Самовар Иван Иваныч», «Окно», «Песочные часы», «Каменный век» (1987)
- «Король черепах», «Допрыгни до облачка», «Замкнутый круг» (киножурнал «Фитиль» № 310), «Трубный глас» (киножурнал «Фитиль» № 317) (1988)
- «Лебединое озеро. Зона» (1989, х/фильм реж. Юрия Ильенко) — комбинированные и мультипликационные съемки
- «Мозаика (инструкция к игре)» (1989) «Дом с привидениями» (киножурнал «Фитиль» № 321)